# Marcus Rashford
Marcus Rashford (n. 31 octombrie 1997, Manchester, Anglia, Regatul Unit) este un fotbalist britanic, care joacă pe post de atacant la Barcelona în La Liga, împrumutat de la Manchester United FC. Pe plan internațional, are prezențe la națională pentru Anglia U16⁠(d), Anglia U18⁠(d), Anglia U20⁠(d), Anglia U-21⁠(d) și Anglia.
Jucător al lui Manchester United de la vârsta de șapte ani, el a marcat o dublă de fiecare dată în ambele sale meciuri în prima echipă (Europa League), după accidentarea atacantului Anthony Martial și în primul joc din Premier League în februarie 2016 (față de Arsenal F. C.). De asemenea, el a marcat în primul său derby al Manchester-ului.
Rashford a marcat în debutul la națională de fotbal a Angliei în luna mai 2016, devenind cel mai tânăr jucător englez care înscrie în primul său joc internațional la seniori. El a fost ales pentru UEFA Euro 2016.

## Cariera la club

### Manchester United
Născut în Wythenshawe, Manchester, Rashford a început să joace fotbal pentru Fletcher Moss Rangers la vârsta de cinci ani și s-a alăturat academiei de la Manchester United la vârsta de șapte ani.
Rashford a fost chemat pe banca primei echipe, pentru prima dată, pe 21 noiembrie 2015 pentru un joc de Premier League cu Watford, pe care Manchester United l-a câștigat cu 2-1. Pe 25 februarie 2016, Rashford a fost ales în prima echipă a lui Manchester United pentru meciul din retur al șaisprezecimilor Europa League, contra lui Midtjylland, după accidentarea la încălzire a lui Anthony Martial; Rashford debutând cu două goluri în repriza a doua a victoriei cu 5-1. Golul lui Rashford l-a făcut cel mai tânăr marcator din istorie al lui Manchester United într-o competiție europeană, bătând un record deținut anterior de George Best. Rashford și-a făcut debutul în Premier League împotriva lui Arsenal trei zile mai târziu, el marcând din nou de două ori și a oferit un assist într-o victorie acasă cu 3-2, făcându-l al treilea cel mai tânăr marcator din istorie pentru United în Premier League, după Federico Macheda și Danny Welbeck. Pe 20 martie, Rashford a marcat singurul gol în derby-ul Manchester, prima victorie în deplasare a echipei lui din anul 2013 încoace. În vârstă de doar 18 ani și 141 de zile, Rashford a devenit cel mai tânăr marcator în derby-ul Manchester în era Premier League.
Pe 30 mai 2016, Rashford a semnat un nou contract cu United, ținându-l la club până în 2020, cu opțiune de prelungire pentru încă un an.

## Cariera internațională
Performanțele lui Rashford în primul său sezon ca senior a condus la chemarea pentru a reprezenta Anglia la UEFA Euro 2016. Antrenorul academiei lui Manchester United, Nicky Butt a respins aceste apeluri, numindu-le premature și, eventual, dăunătoare pentru dezvoltarea lui ca jucător. Cu toate acestea, pe 16 mai, Rashford a fost numit în lotul lărgit al lui Roy Hodgson de 26 de jucători pentru turneu. El a făcut parte din echipa Angliei pentru Euro 2016 la mai puțin de patru luni după debutul lui la Manchester United.
Pe 27 mai, a început într-un meci de pregătire cu Australia de pe Stadium of Light, și a deschis scorul unei victorii cu 2-1 după trei minute, devenind cel mai tânăr englez care înscrie la debutul său internațional, și al treilea cel mai tânăr la general. Anterior cel mai tânăr marcator debutant a fost Tommy Lawton în 1938.

### Euro 2016
Pe 16 iunie, el l-a înlocuit Adam Lallana în minutul 73 din victoria Angliei cu 2-1 contra Țării Galilor la UEFA Euro 2016, debutând la vârsta de 18 ani și 229 de zile, devenind cel mai tânăr jucător care reprezintă Anglia la Campionatul European, învingând recordul lui Wayne Rooney de la UEFA Euro 2004 cu patru zile. Unsprezece zile mai târziu, Anglia a fost eliminată cu 2-1 de către Islanda în optimi în Nice, Rashford venit din postura de rezervă pentru ultimele patru minute, a trecut de trei adversari, făcându-l cel mai bun în statistică pentru toată echipa în joc.

## Statistici carieră

### Club
La 22 aprilie 2025.
| Club                   | Sezon         | Campionat      | Campionat | Campionat | Cupa    | Cupa   | Cupa Ligii | Cupa Ligii | Continental | Continental | Alte competiții | Alte competiții | Total   | Total  |
| Club                   | Sezon         | Divizie        | Meciuri   | Goluri    | Meciuri | Goluri | Meciuri    | Goluri     | Meciuri     | Goluri      | Meciuri         | Goluri          | Meciuri | Goluri |
| ---------------------- | ------------- | -------------- | --------- | --------- | ------- | ------ | ---------- | ---------- | ----------- | ----------- | --------------- | --------------- | ------- | ------ |
| Manchester United      | 2015–16       | Premier League | 11        | 5         | 4       | 1      | 0          | 0          | 3           | 2           | —               | —               | 18      | 8      |
| Manchester United      | 2016–17       | Premier League | 32        | 5         | 3       | 3      | 6          | 1          | 11          | 2           | 1               | 0               | 53      | 11     |
| Manchester United      | 2017–18       | Premier League | 35        | 7         | 5       | 1      | 3          | 2          | 8           | 3           | 1               | 0               | 52      | 13     |
| Manchester United      | 2018–19       | Premier League | 33        | 10        | 4       | 1      | 0          | 0          | 10          | 2           | —               | —               | 47      | 13     |
| Manchester United      | 2019–20       | Premier League | 31        | 17        | 4       | 0      | 3          | 4          | 6           | 1           | —               | —               | 44      | 22     |
| Manchester United      | 2020–21       | Premier League | 37        | 11        | 3       | 1      | 4          | 1          | 13          | 8           | —               | —               | 57      | 21     |
| Manchester United      | 2021–22       | Premier League | 25        | 4         | 2       | 0      | 0          | 0          | 5           | 1           | —               | —               | 32      | 5      |
| Manchester United      | 2022–23       | Premier League | 35        | 17        | 6       | 1      | 6          | 6          | 9           | 6           | —               | —               | 56      | 30     |
| Manchester United      | 2023–24       | Premier League | 33        | 7         | 5       | 1      | 1          | 0          | 4           | 0           | —               | —               | 43      | 8      |
| Manchester United      | 2024–25       | Premier League | 15        | 4         | 0       | 0      | 2          | 2          | 6           | 1           | 1               | 0               | 24      | 7      |
| Manchester United      | Total         | Total          | 287       | 87        | 36      | 9      | 25         | 16         | 75          | 26          | 3               | 0               | 426     | 138    |
| Aston Villa (împrumut) | 2024–25       | Premier League | 10        | 2         | 3       | 2      | —          | —          | 4           | 0           | —               | —               | 17      | 4      |
| Barcelona (împrumut)   | 2025–26       | La Liga        | 0         | 0         | 0       | 0      | —          | —          | 0           | 0           | 0               | 0               | 0       | 0      |
| Total carieră          | Total carieră | Total carieră  | 297       | 89        | 39      | 11     | 25         | 16         | 79          | 26          | 3               | 0               | 443     | 142    |

1. ↑  Include FA Cup, Copa del Rey
2. ↑  Include EFL Cup
3. 1 2 3 4 5  Apariții în UEFA Europa League
4. 1 2  Appearance in FA Community Shield
5. 1 2 3 4 5  Apariții în UEFA Champions League
6. ↑  Apariții în UEFA Super Cup
7. ↑  Șase apariții și șase goluri în UEFA Champions League, șapte apariții și două goluri în UEFA Europa League

### Internaționale
| Naționala | An    | Selecții | Goluri |
| --------- | ----- | -------- | ------ |
| Anglia    | 2016  | 6        | 1      |
| Anglia    | 2017  | 9        | 1      |
| Anglia    | 2018  | 16       | 4      |
| Anglia    | 2019  | 7        | 4      |
| Anglia    | 2020  | 2        | 1      |
| Anglia    | 2021  | 6        | 1      |
| Anglia    | 2022  | 5        | 3      |
| Anglia    | 2023  | 8        | 2      |
| Anglia    | 2024  | 1        | 0      |
| Anglia    | 2025  | 2        | 0      |
| Total     | Total | 62       | 17     |

#### Goluri internaționale
| Nr. | Data               | Locul de desfășurare                               | Selecție | Adversar          | Scor | Rezultat | Competiție                        | Ref    |
| --- | ------------------ | -------------------------------------------------- | -------- | ----------------- | ---- | -------- | --------------------------------- | ------ |
| 1   | 27 mai 2016        | Stadium of Light, Sunderland, Anglia               | 1        | Australia         | 1–0  | 2–1      | Amical                            |        |
| 2   | 4 septembrie 2017  | Wembley Stadium, Londra, Anglia                    | 11       | Slovacia          | 2–1  | 2–1      | 2018 FIFA World Cup qualification |        |
| 3   | 7 iunie 2018       | Elland Road, Leeds, Anglia                         | 19       | Costa Rica        | 1–0  | 2–0      | Amical                            | [ 17 ] |
| 4   | 8 septembrie 2018  | Wembley Stadium, Londra, Anglia                    | 26       | Spania            | 1–0  | 1–2      | 2018–19 UEFA Nations League A     | [ 18 ] |
| 5   | 11 septembrie 2018 | King Power Stadium, Leicester, Anglia              | 27       | Elveția           | 1–0  | 1–0      | Amical                            | [ 19 ] |
| 6   | 15 octombrie 2018  | Estadio Benito Villamarín, Sevilla, Spania         | 29       | Spania            | 2–0  | 3–2      | 2018–19 UEFA Nations League A     | [ 20 ] |
| 7   | 6 iunie 2019       | Estádio D. Afonso Henriques, Guimarães, Portugalia | 32       | Țările de Jos     | 1–0  | 1–3 d.p. | Finala Ligii Națiunilor UEFA 2019 | [ 21 ] |
| 8   | 14 octombrie 2019  | Stadionul Național Vasil Levski, Sofia, Bulgaria   | 36       | Bulgaria          | 1–0  | 6–0      | Calificări UEFA Euro 2020         | [ 22 ] |
| 9   | 14 noiembrie 2019  | Stadionul Wembley, Londra, Anglia                  | 37       | Muntenegru        | 4–0  | 7–0      | Calificări UEFA Euro 2020         | [ 23 ] |
| 10  | 17 noiembrie 2019  | Stadionul Fadil Vokrri, Priștina, Kosovo           | 38       | Kosovo            | 3–0  | 4–0      | Calificări UEFA Euro 2020         | [ 24 ] |
| 11  | 11 octombrie 2020  | Stadionul Wembley, Londra, Anglia                  | 39       | Belgia            | 1–1  | 2–1      | 2020–21 UEFA Nations League A     | [ 25 ] |
| 12  | 6 iunie 2021       | Stadionul Riverside, Middlesbrough, Anglia         | 41       | România           | 1–0  | 1–0      | Meci amical                       | [ 26 ] |
| 13  | 21 noiembrie 2022  | Stadionul Internațional Khalifa, Doha, Qatar       | 47       | Iran              | 5–1  | 6–2      | Cupa Mondială FIFA 2022           | [ 27 ] |
| 14  | 29 noiembrie 2022  | Stadionul Ahmad bin Ali, Al Rayyan, Qatar          | 49       | Țara Galilor      | 1–0  | 3–0      | Cupa Mondială FIFA 2022           | [ 28 ] |
| 15  | 29 noiembrie 2022  | Stadionul Ahmad bin Ali, Al Rayyan, Qatar          | 49       | Țara Galilor      | 3–0  | 3–0      | Cupa Mondială FIFA 2022           | [ 28 ] |
| 16  | 19 iunie 2023      | Old Trafford, Manchester, Anglia                   | 53       | Macedonia de Nord | 3–0  | 7–0      | Calificări UEFA Euro 2024         | [ 29 ] |
| 17  | 17 octombrie 2023  | Stadionul Wembley, Londra, Anglia                  | 57       | Italia            | 2–1  | 3–1      | Calificări UEFA Euro 2024         | [ 30 ] |